# سي-إم-32 (مركبة مدرعة)
الـ«سي-إم 32» (CM-32) "الفهد الملطخ" (رسميًا مركبة المشاة القتالية التايوانية (TIFV))، هي مركبة مدرعة ذات ثماني عجلات يتم إنتاجها حاليًا لجيش جمهورية الصين (تايوان). تعتمد على النسخة CM-31 ذات ال 6x6 عجلات ،والتي صممته شركة Timoney Technology Limited الأيرلندية وتم تطويره بشكل أكبر بواسطة مركز تطوير في تايوان. 
بحسب صحيفة تايبيه تايمز ، تم تسميتها على اسم «نمر فورموسان الملطخ» ، وهو حيوان محلي، لإظهار أن المدرعة «رشيقة وسريعة». 

## التطوير
بدأ الإنتاج في عام 2007 بطلب مبدئي لعدد 600 وحِدة. تشير التقديرات إلى أن ما يصل إلى 1400 وحِدة من طراز CM-32 قد تكون في الخدمة. 

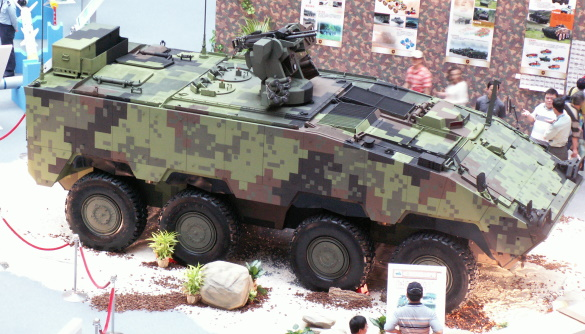
نسخة CM-32.

بدأ المشروع في عام 2002م بتكلفة 700 مليون دولار تايواني جديد (21.9 مليون دولار أمريكي). 
يوفر درع CM-32 حماية ضد مقذوفات عيار 7.62 مم خراقة للدروع، بينما يتحمل التقويس الأمامي لبرج المدفع قذائف عيار 12.7 مم خارقة للدروع. تعتبر أنظمة الحماية NBC وإخماد الحرائق قياسية أيضًا. يوفر الهيكل على شكل حرف V الحماية من الألغام الأرضية ويمكنه تحمل 12 كجم من مادة الـ TNT تحت أي عجلة. في طرازها الأساسي قناقلة جند مدرعة، يتم تسليح الـ CM-32 بمدفع 40 مم وقاذفة قنابل آلية ومدفع رشاش 7.62 مم ، كلاهما مثبتان في محطة أسلحة عن بعد. 

### النسخة سم-إم-33

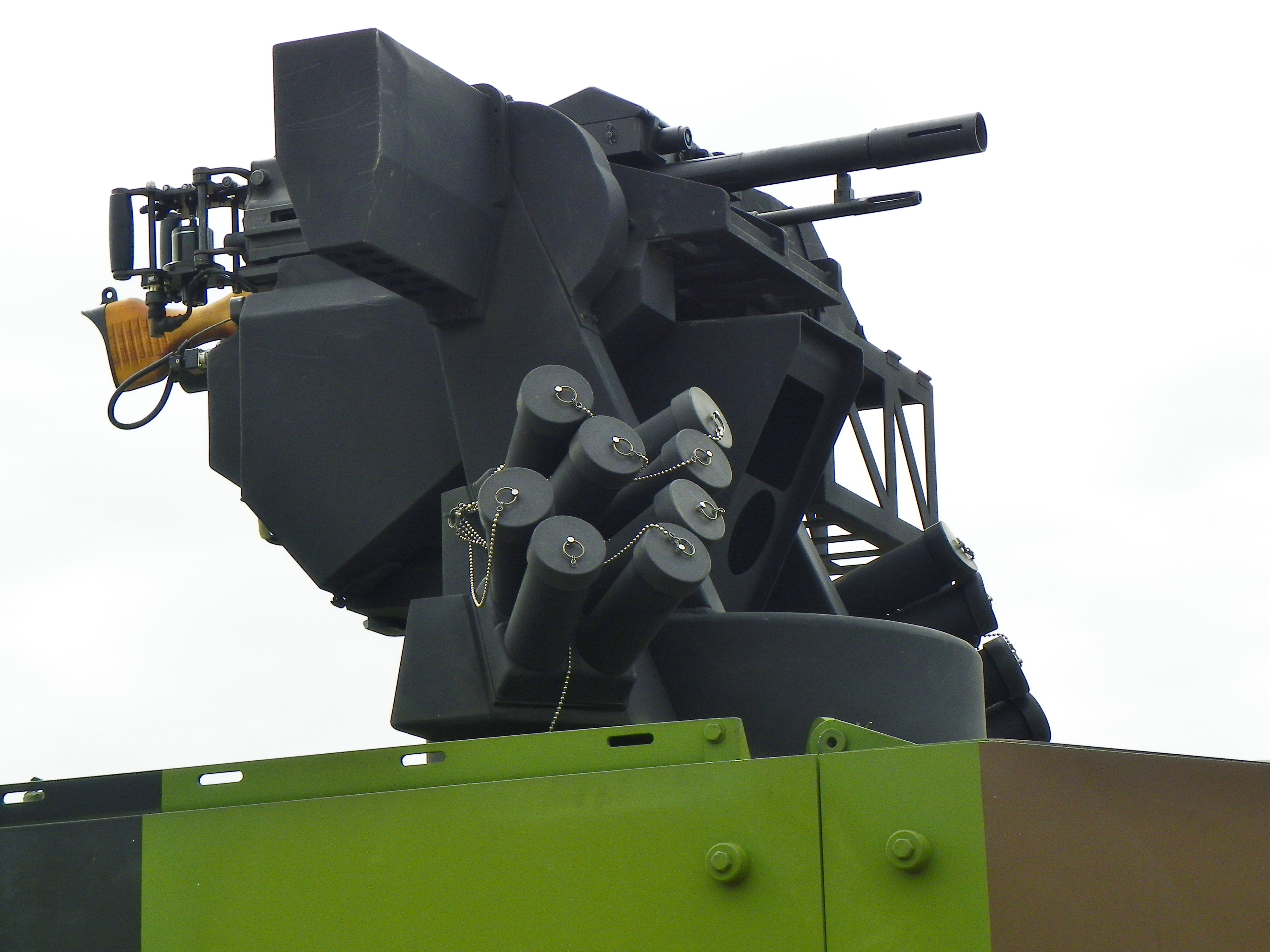
تحتوي محطة الأسلحة بعيدة التحكم للـ CM-32 وCM-33 على قاذف قنابل عيار 40 مم ، ومدفع رشاش عيار 7.62 مم

## صور

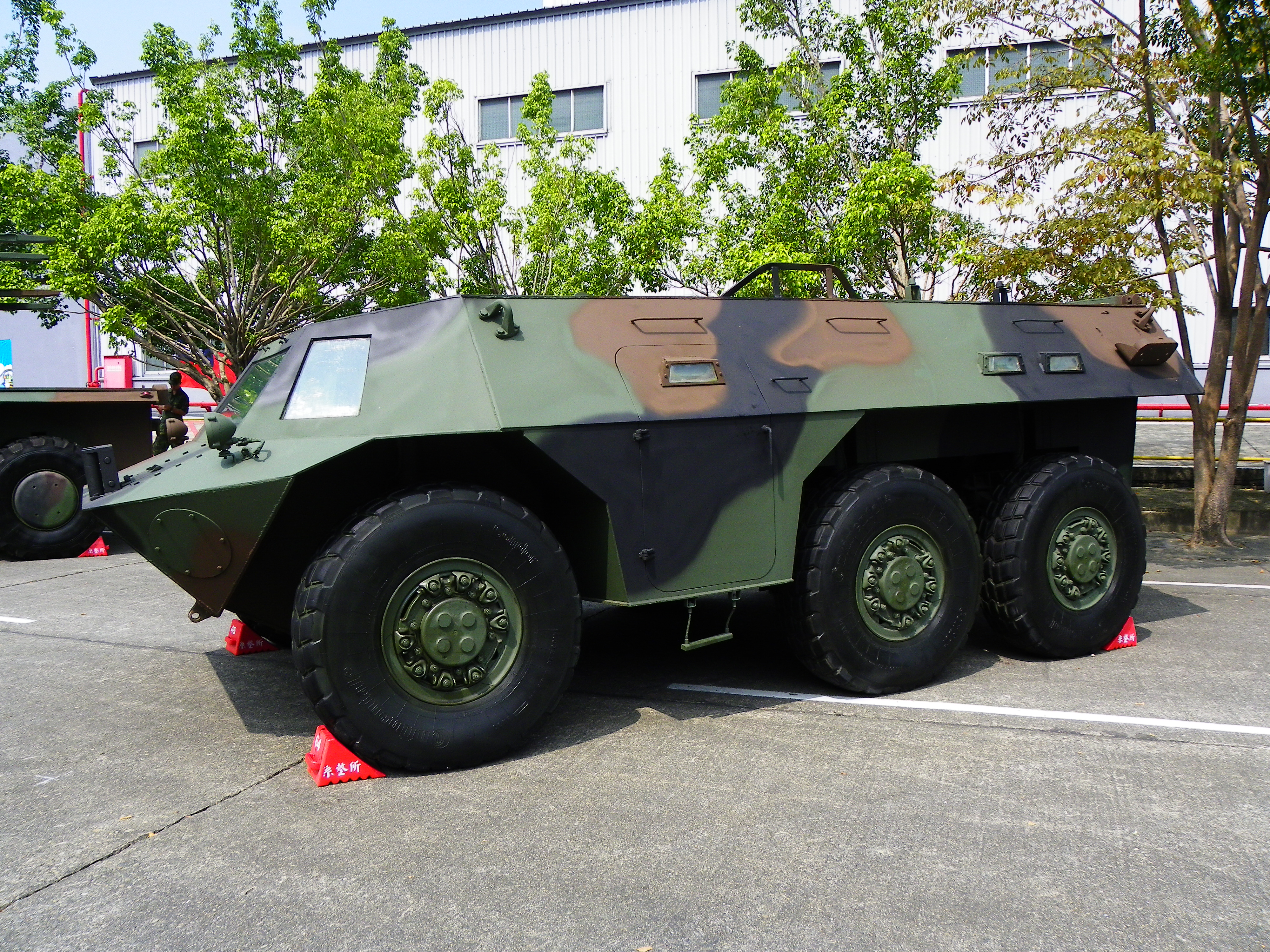
النموذج الأولي CM-31
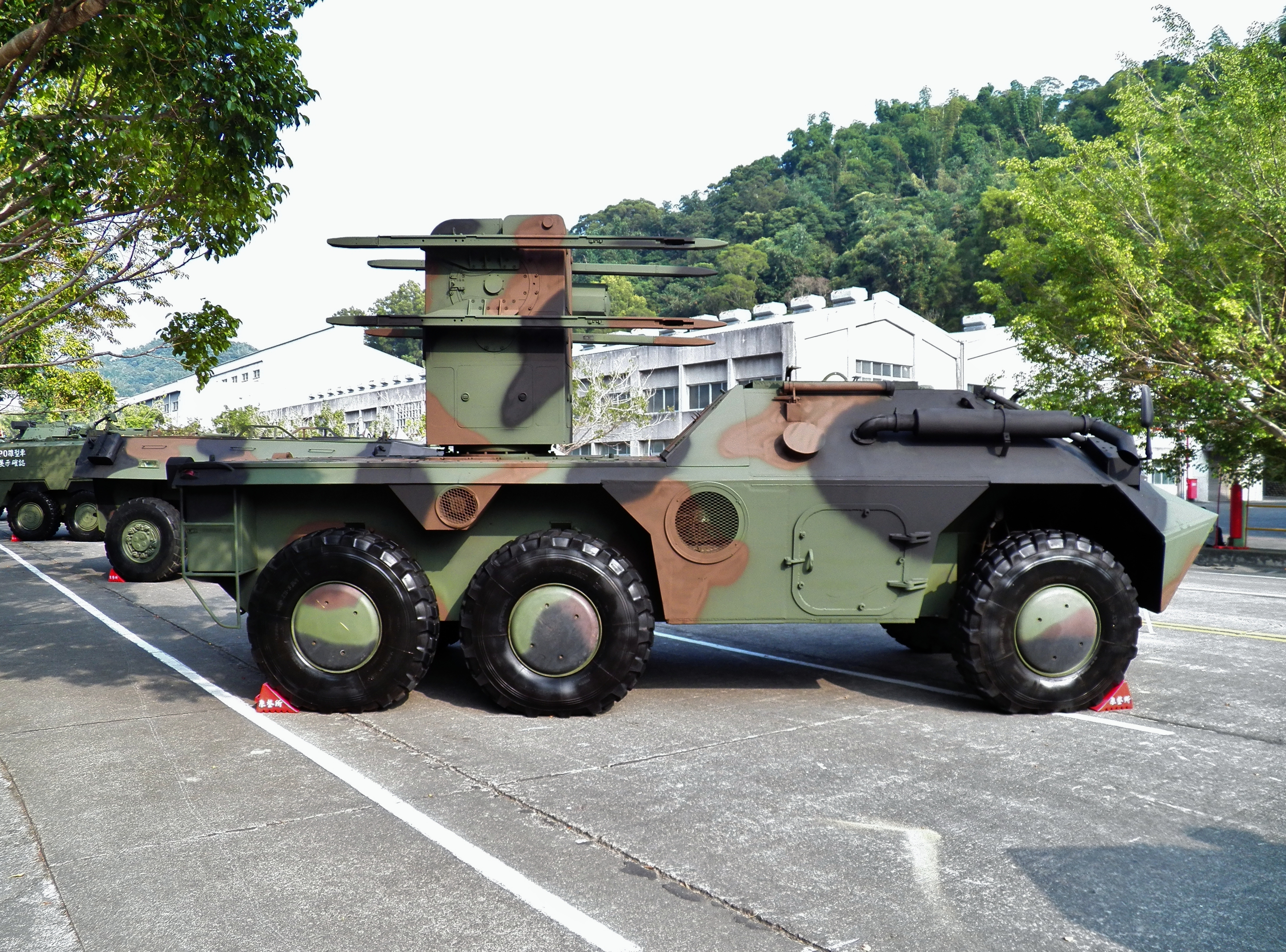
النموذج الأولي لنسخة الصواريخ المضادة للطائرات CM-31
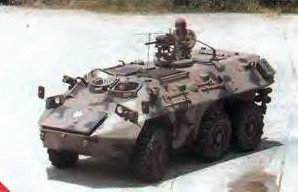
سي-إم 31
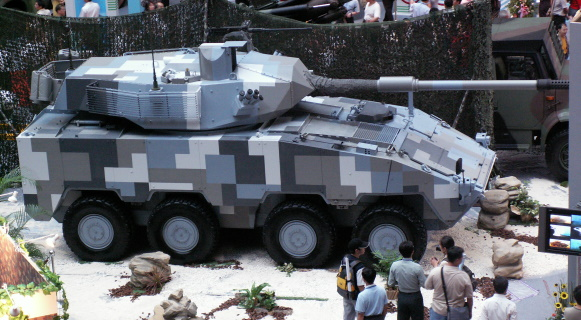
مركبة CM-34 (نسخة منصة مدفع متنقلة)
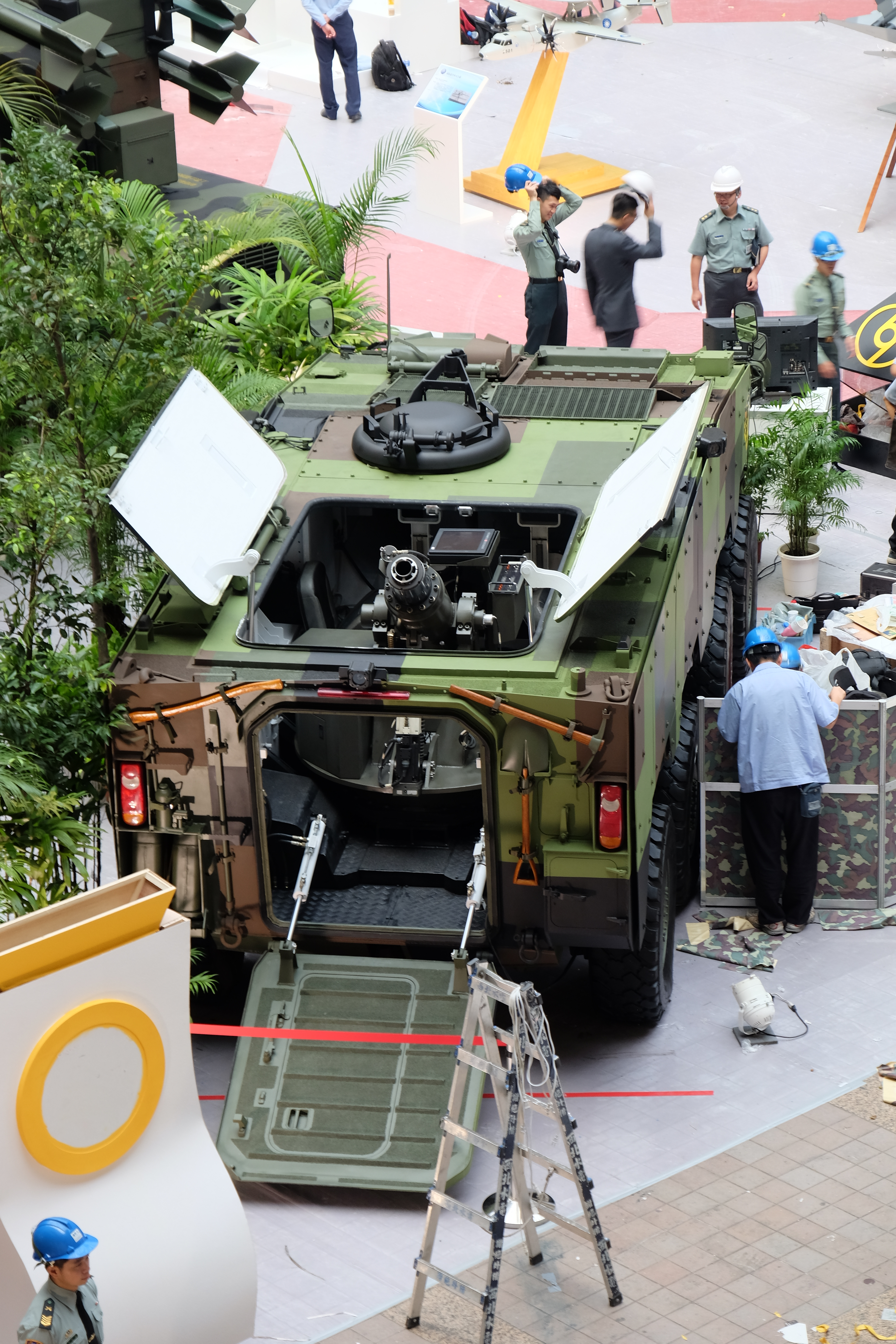
TADTE 2015، CM-32 بمدافع هاون 81 مم
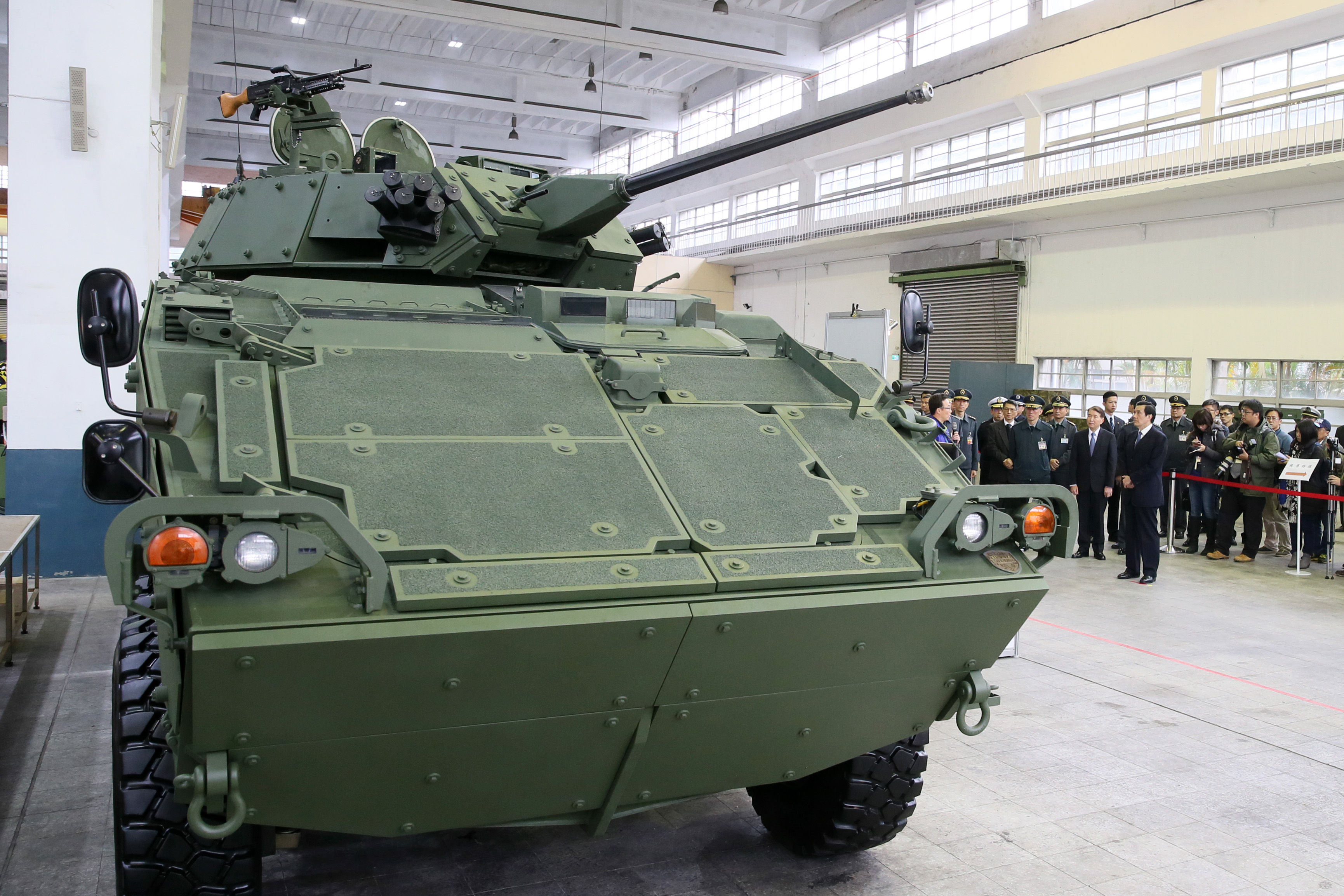
CM-34 بمدفع 30 مم ودرع سيراميكي قياسي
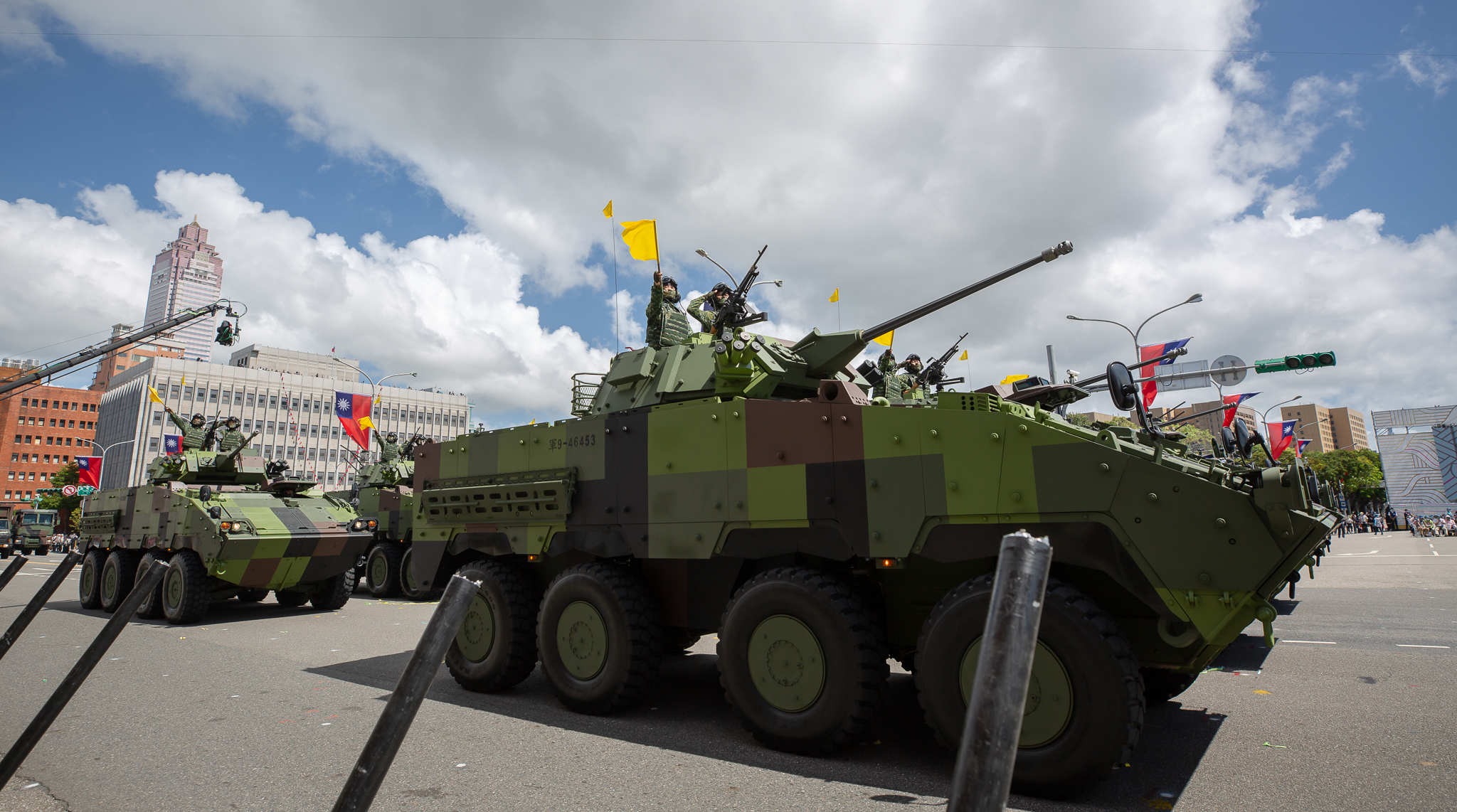
اليوم الوطني الـ 110، عرض مدفع CM-34 عيار 30 مم